# Labrang kolostor
A Labrang kolostor (tibeti: བླ་བྲང་བཀྲ་ཤིས་འཁྱིལ་, wylie: bla-brang bkra-shis-'khyil; kínai: 拉卜楞寺, pinjin: Lapuleng-szi) a tibeti buddhista gelug iskola hat nagy kolostora közül az egyik. Korábbi neve Genden Sedrup Dargye Trasi Gyeszu kjilve Ling (tibeti: དགེ་ལྡན་བཤད་སྒྲུབ་དར་རྒྱས་བཀྲ་ཤིས་གྱས་སུ་འཁྱིལ་བའི་གླིང༌།).
A kolostor Amdó hagyományos tibeti területen található, a Gannan tibeti autonóm prefektúra területén, Hsziaho megyében. Ez az intézmény a Tibeti Autonóm Területon kívül a legtöbb szerzetest számláló kolostor. Hsziaho mintegy 4 órára van Lancsou várostól, Kanszu tartomány székhelyétől. Ez a terület a Sárga-folyó mellékfolyójának számító Tahszia-folyó mellett fekszik.
A 20. század legelején a Labrang magasan a legnagyobb és legjelentősebb kolostornak számított Amdóban.

## Története
A kolostort 1709-ben alapította az 1. dzsamjang sepa (Ngavang Condru).
A Labrang kolostor négy stratégiailag fontos ázsiai kultúra találkozásánál fekszik: a tibeti, a mongol, a han kínai és a huj. Ez volt a térségben a legnagyobb buddhista egyházi egyetem. A 20. század elején több ezer szerzetes élt itt, ahol évente több fesztivált tartottak, aktív regionális piaccal bírt, ahol a han és hui kínai kézművesek és a tibeti magasföldi népek tolongtak portékáikkal. Ez volt a tibeti kormány székhelye 1700 és 1950 között, amikor a folyton változó erőviszonyok miatt nehezen tudta fenntartani az irányítást Lhászából.
1985 áprilisában a gyülekező terem leégett, amelyet azután újból felépítettek, majd 1990-ben szenteltek fel.

## Jellemzői
A kolostor komplexum uralja a falu északi részét. A fehér falak és az arany tetők ötvözik a tibeti és a han építészeti stílusokat. A kolostorban 18 nagyterem, hat tanintézmény, egy arany sztúpa, egy szútra vitaterület található, amelyekben összesen 60,000 szútrát őriznek.
Fénykorában egyszerre 4000 szerzetes is élt itt. A rengeteg vallási intézményekhez hasonlóan a Labrang sem kerülte el a kulturális forradalom pusztításait, amelyet követően a szerzeteseket elzavarták vissza a földekre dolgozni. 1980-ban nyílt meg újból az intézmény és sok szerzetes visszatérhetett, viszont a kormány 1500 főben szabta meg a maximális létszámot a kolostorban.
Van a területén egy buddhista múzeum is, amelyben számtalan Buddha-szobrot, szútrákat és freskókat őriznek. Korábban állt itt egy 15 méter magas arany Buddha-szobor is.
Az intézmény ma is fontos buddhista központ, amelyben szertartásokat és egyéb rendezvényeket is tartanak.

## A muszlim Ma család támadásai

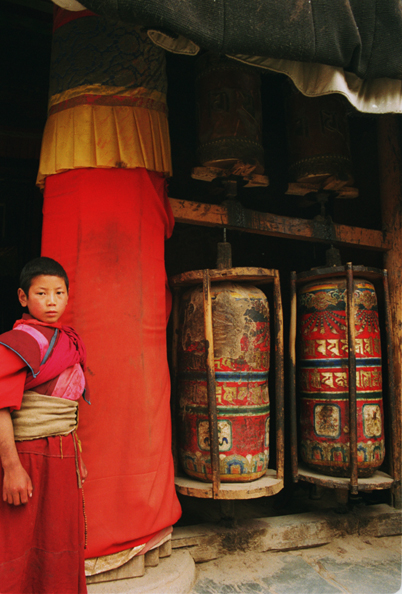
Fiatal szerzetes imakerekekkel

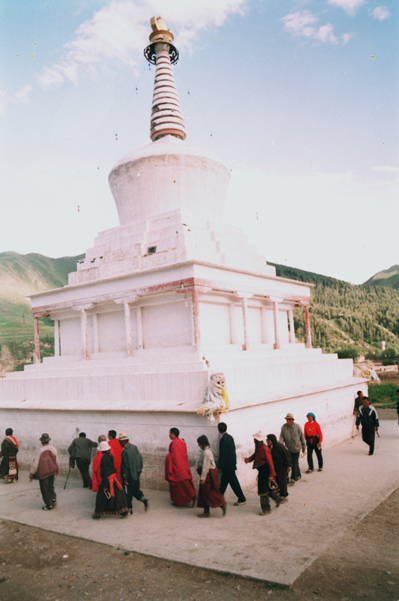
Sztúpa körbejárása

A golok emberek elleni kampány részeként a muzulmán kínai Ma család hadurai több támadást intéztek a Labrang kolostor ellen. Ma Csi 1917-ben elfoglalta a kolostort. Ez volt az első alkalom, hogy nem-tibeti kézbe került az intézmény. Ma Csi legyőzte a tibetieket hui kínai seregével.
A település 8 évig súlyos adót fizetett, majd 1921-ben, amikor megpróbáltak ellenállni, a kínai csapatok ismét erőszakkal győzték le a szerzeteseket. 1925-ben tibeti lázadás indult és sikerült kiűzniük területükről a huikat. Ma Csi 3000 fős sereggel foglalta vissza a Labrang kolostort gépfegyverek segítségével.
A tibetiek elkeseredetten harcoltak és végül 1927-ben sikerült felszabadítani a területet. De nem végleg. 1928-ban Ma Csi-nek ismét sikerült visszafoglalnia a kolostort, ahol ezúttal súlyos vérengzést tartottak.
Egy osztrák-amerikai utazó, Joseph Rock röviddel azután érkezett a területre, miután a kínai sereg hátrahagyta a kolostort, amelyben levágott fejeket szórtak szét.

## 2008-as tüntetés
2008. márciusában tüntetést szerveztek a Labrang kolostor szerzetesei, mintegy csatlakozva a Lhászából indult mozgalomhoz.